# Bill Wyman's Rhythm Kings
A Bill Wyman's Rhythm Kings egy angol popegyüttes, amelyet Bill Wyman, a Rolling Stones együttes egykori basszusgitárosa alapított 1997-ben Londonban.  Az együttes repertoárjában elsősorban mások ismert slágerei szerepelnek. Az együttes főleg ismert veterán zenészekre alapozott.

## Műfajok
Rhythm and blues, rock and roll, blues, jazz

## Története
Bill Wyman basszusgitáros 1993-ban vált ki a Rolling Stonesból. Ezután 1997-ben Bill Wyman's Rhythm Kings néven saját együttest alapított  Londonban.  Az együttes repertoárjában főleg  más előadók ismert slágerei szerepelnek, mint pl. J.J. Cale Anyway the Wind Blows, vagy  Buster Brown Sugar Babe című dala.  Az együttes olyan ismert veterán zenészeken alapul, mint pl Gary Brooker vagy Georgie Fame. 
2007. december 10-én az ismét egyesült Led Zeppelinnel léptek fel az  Ahmet Ertegun Tribute Concert koncerten a londoni O2 Arenában. 
2009-ben meghívták a korábbi Rolling Stones-gitárost, Mick Taylort.

## Diszkográfia
Studióalbumok
- Struttin' Our Stuff (1997. október)
- Anyway the Wind Blows (1999. február)
- Groovin (2000. május)
- Double Bill (2001. május)
- Just for a Thrill (2004. május)
- Studio Time (2018. április)

Helyszíni felvételek
- Rhythm Kings Live (2005. november)
- Live Communication (2011. szeptember)

Kislemezek
- "Groovin'" / "Can't Get My Rest at Night" / "Gambler's Lament" (2000)
- "That's How Heartaches Are Made" / "I Know (You Don't Love Me No More)" (2004)

Videóalbumok
- Bill Wyman's Rhythm Kings in Concert (2002)
- Bill Wyman's Rhythm Kings – Let the good times roll (2004)

## Tagjai
| A túrákon szereplő zenészek - Bill Wyman basszusgitár, vokál - Gary Brooker billentyűsök, vokál - Georgie Fame billentyűsök, vokál - Mike Sanchez billentyűsök, vokál - Beverly Skeete vokál - Janice Hoyte vokál - Eddie Floyd vokál - Graham Broad dobok - Albert Lee gitár, vokál - Andy Fairweather-Low gitár, vokál - Martin Taylor gitár - Terry Taylor gitár, vokál - Nick Payn szaxofon - Frank Mead szaxofon - Geraint Watkins billentyűsök, vokál - Gary U.S. Bonds vokál | Stúdióvendégek - Paul Carrack vokál - Eric Clapton gitár - Tommy Emmanuel gitár - Peter Frampton gitár - George Harrison gitár - Mark Knopfler gitár - Mick Taylor gitár - Odetta vokál - Anita Kelsey háttérvokál - Nicky Hopkins zongora - Chris Stainton billentyűsök - Max Middleton keyboards - Ringo Starr dobok - Ray Cooper ütősök - Axel Zwingenberger zongora |

## Fordítás
Ez a szócikk részben vagy egészben  a   Bill Wyman's Rhythm Kings című angol Wikipédia-szócikk fordításán alapul.  Az eredeti cikk szerkesztőit annak laptörténete sorolja fel. Ez a jelzés csupán a megfogalmazás eredetét és a szerzői jogokat jelzi, nem szolgál a cikkben szereplő információk forrásmegjelöléseként.